# Émeline Pierre (écrivaine)
 (mai 2020).
Si vous disposez d'ouvrages ou d'articles de référence ou si vous connaissez des sites web de qualité traitant du thème abordé ici, merci de compléter l'article en donnant les références utiles à sa vérifiabilité et en les liant à la section « Notes et références ».
Pour les articles homonymes, voir Émeline Pierre et Pierre.
Émeline Pierre est une femme de lettres française, canadienne (Québec) et de nationalité dominiquaise née le 14 juillet 1980 aux Abymes, en Guadeloupe.

## Biographie
D'origine haïtienne et dominiquaise, elle est l'auteure d'un essai sur la femme antillaise paru en 2008 et reprenant un mémoire préalablement soutenu à l'Université du Québec à Montréal. Emeline Pierre est titulaire d'un doctorat en littératures de langue française de l'Université de Montréal et exerce à titre de professeure adjointe au sein de la même institution. Elle a par ailleurs publié un recueil de nouvelles, Bleu d'orage, en 2010 ainsi qu'un ouvrage pour enfants Les Découvertes de Papille au Bénin en 2013, lauréat d'un concours d'écriture organisé par les éditions de Septembre. Elle a également contribué à des ouvrages collectifs avec des essais et des nouvelles.Depuis 2018, elle est l'un des membres fondateurs du Parlement des écrivaines francophones qui a vu le jour à Orléans (France). Émeline Pierre est activement impliquée dans le milieu littéraire, participant à des jurys pour le Conseil des arts et des lettres du Québec et le Conseil des arts du Canada. Elle est également formatrice principale du microprogramme "À vos plumes" organisé par la Fondation Dynastie et le Conseil des arts de Montréal.

## Publications
- Le Caractère subversif de la femme antillaise dans un contexte (post)colonial, Paris, L'Harmattan, 2008  (ISBN 978-2296058514).
- Bleu d'orage, Québec, La Pleine Lune, 2010  (ISBN 978-2890241992).
- Les Découvertes de Papille au Bénin, Québec, coll."Autour du monde", Ed. Septembre, 2013  (ISBN 978-2894714454).
- « Gourmandise », dans Chroniques des Îles du vent, Dominique Ranaivoson et Jean-Marc Rosier, Paris, Sépia, 2018  (ISBN 979-10-33401414) (OCLC 1389928608).
- « Beef colombo », MLA Members Cook! Cherish inspired by literature, MLA, 2018 (https://www.mla.org/Publications/Bookstore/Nonseries/MLA-Members-Cook).
- «La leçon », in Anthologie.Voix d'écrivaines francophones, Orléans, Regain de lecture, 2019
- Chroniques du confinement, «Confinement avec soi », « Slow time, slow food », « La vie en vert », Parlement des écrivaines francophones, 2020 (https://www.parlement-ecrivaines-francophones.org/chronique-du-confinement-emeline-pierre-confinement-avec-soi/)
- « Le temps d'après », in Vingt ans après le 11 septembre. Twenty years after 9/11, Suzanne Dracius (dir.), Fort-de-France, Idem, 2021  (ISBN 978-2364300538)
- Le polar de la Caraïbe francophone, Montréal, Presses de l’Université de Montréal, 2024  (ISBN 978-2-7606-4988-0)
- « La francophonie comme espace de polyphonie : vers un éclatement des centres », La francophonie au féminin : un espace à inventer, Fawzia Zouari et Lise Gauvin (dir.), Montréal, Mémoire d'encrier, 2024  (ISBN 9782898720161)